# Mario Kindelán
Mario César Kindelán Mesa, noto come Mario Kindelán (Holguín, 10 agosto 1971), è un ex pugile cubano.

## Palmarès

### Olimpiadi
- 2 medaglie:
  - 2 ori (Sydney 2000 nei pesi leggeri; Atene 2004 nei pesi leggeri)

### Mondiali dilettanti
- 3 medaglie:
  - 3 ori (Houston 1999 nei pesi leggeri; Belfast 2001 nei pesi leggeri; Bangkok 2003 nei pesi leggeri)

### Giochi panamericani
- 2 medaglie:
  - 2 ori (Winnipeg 1999 nei pesi leggeri; Santo Domingo 2003 nei pesi leggeri)

### Giochi centramericani e caraibici
- 2 medaglie:
  - 2 ori (Ponce 1993 nei pesi leggeri; Maracaibo 1998 nei pesi leggeri)